# ミルウォーキー空港鉄道駅
ミルウォーキー空港鉄道駅（英語：Milwaukee Airport Railroad Station）は、ウィスコンシン州ミルウォーキー サウス・6th・ストリート5601にある駅。駅名の通りジェネラル・ミッチェル国際空港が当駅の東に位置している。

## 利用可能な鉄道路線／列車
アムトラックのミルウォーキー空港鉄道駅に停車する列車は下記の通り。
ミルウォーキーとシカゴ間の昼行短距離列車ハイアワサ・サービス…1日7往復停車